# 더 허츠 코퍼레이션
더 허츠 코퍼레이션(The Hertz Corporation)은 미국 플로리다주 에스테로에 위치한 미국의 렌터카 기업이다. 이 기업은 허츠(Hertz) 브랜드를 주로 운영하고 있으며 그 외의 운영 브랜드는 달러 렌트 A 카, 파이어플라이 카 렌탈, 스리프티 카 렌탈이 있다.
미국 내 3대 렌탈 지주회사 중 하나로서, 시장 점유율 중 36%를 차지하고 있고 나머지가 엔터프라이즈 홀딩스와 에이비스 버짓 그룹이 차지하고 있다. 판매량, 위치, 장비 규모 면에서 세계 최대의 렌터카 기업 중 하나인 허츠는 북아메리카, 유럽, 라틴아메리카, 아프리카, 아시아, 오스트레일리아, 카리브해, 중동, 뉴질랜드의 160개국에서 운영한다.
허츠는 2020년 포춘 500 목록에서 326위로 순위를 올렸다. 이 기업은 2020년 5월 22일 코로나19 범유행으로 인한 가파른 소득 감소로 인해 파산을 신청했다. 2021년 7월 1일 기준으로 이 기업은 더 이상 챕터 11 파산에 포함되지 않는다.